# جیسون آیزکس
جِیسون آیزکس (به انگلیسی: Jason Isaacs؛ زادۀ ۶ ژوئن ۱۹۶۳) بازیگر انگلیسی است. نقش‌های سینمایی برجستۀ او شامل سرهنگ ویلیام تاوینگتون در میهن‌پرست (۲۰۰۰)، مایکل دی. استیل در سقوط شاهین سیاه (۲۰۰۱)، لوسیوس مالفوی در سری فیلم‌های هری پاتر (۲۰۱۱–۲۰۰۲)، کاپیتان جیمز هوک در پیتر پن (۲۰۰۳)، گئورگی ژوکوف در مرگ استالین (۲۰۱۷) و واسیلی در هتل بمبئی (۲۰۱۸) می‌باشند. از دیگر فیلم‌های او می‌توان به افق رویداد (۱۹۹۷)، پایان رابطه (۱۹۹۹)، نوامبر شیرین (۲۰۰۱)، تاکسیدو (۲۰۰۲)، نه زندگی (۲۰۰۵)، دوستان همراه پول (۲۰۰۶)، خوب (۲۰۰۸)، منطقه سبز (۲۰۱۰)، آدم‌ربایی (۲۰۱۱)، خشم (۲۰۱۴)، درمانی برای سلامتی (۲۰۱۶) و کشتزارهای لندن (۲۰۱۸) اشاره کرد.
از نقش‌های تلویزیونی آیزکس می‌توان به کارآگاه مایکل بریتن در مجموعۀ تلویزیونی بیدار (۲۰۱۲) شبکۀ ان‌بی‌سی، دکتر هانتر آلوازیوس «هاپ» پرسی در مجموعۀ درام رازآلود نتفلیکس، او ای (۲۰۱۹–۲۰۱۶) و کاپیتان گابریل لورکا در فصل اول مجموعۀ پیشتازان فضا: اکتشاف (۲۰۱۸–۲۰۱۷) اشاره کرد. او همچنین به عنوان صداپیشۀ رأس‌الغول در بتمن: پشت نقاب سرخ (۲۰۱۰)، سینسترو در گرین لانترن: شوالیه‌های زمردین (۲۰۱۱)، سیدلی و لیلند توربو در ماشین‌ها ۲ (۲۰۱۱)، لکس لوتر / مترون در لیگ عدالت: خدایان و هیولاها (۲۰۱۵)، سوپرمن در سوپرمن: فرزند سرخ (۲۰۲۰)، دیک داستاردلی در اسکوب! (۲۰۲۰)، دریاسالار ژائو در فصل اول مجموعۀ آواتار: آخرین بادافزار (۲۰۰۵) و فصل دوم مجموعۀ افسانه کورا (۲۰۱۳)، گرند اینکویزیتر / سنتینل در شورشیان جنگ ستارگان (۲۰۱۶–۲۰۱۴)،  ویلیام «بیلی» بوچر در پسرها ارائه می‌کنند: شیطانی (۲۰۲۲) و اِمینتس در چه می‌شود اگر...؟ (۲۰۲۴) از دنیای سینمایی مارول حضور داشته‌است.
او برای هنرنمایی خود در سریال شش‌قسمتی دولت دورن (۲۰۰۶) نامزد جایزۀ گلدن گلوب بهترین بازیگر مرد مینی‌سریال یا فیلم تلویزیونی و به موجب بازی در نقش هری اچ. کوربت در نمایش تلویزیونی نفرین استپتو (۲۰۰۸) نامزد جایزه تلویزیونی آکادمی بریتانیا بهترین بازیگر مرد گردید. آیزکس برای بازی در مجموعۀ انگلیسی تاریخچه پرونده (۲۰۱۳–۲۰۱۱) نامزد دریافت جایزۀ امی بین‌المللی بهترین بازیگر مرد و برنده جایزۀ ستلایت بهتربن بازیگر مرد – سریال، مینی‌سریال یا فیلم تلویزیونی شد. او برای بازی در مجموعه تلویزیونی برادری (۲۰۰۸–۲۰۰۶) نامزد جایزۀ ستلایت بهترین بازیگر مرد – مجموعۀ تلویزیونی درام شده‌بود.
آیزکس بر روی صحنۀ تئاتر نیز حضور داشته‌است. او در سال‌های ۱۹۹۲ و ۱۹۹۳، نمایش فرشتگان در آمریکا را در تئاتر ملی سلطنتی اجرا و در سال ۲۰۰۷ با شرکت در وست اند لندن، نمایش پیشخدمت گنگ را احیا کرد.

## زندگی شخصی
آیزکس در مدرسۀ مرکزی سخنرانی و دراما با اما هیویت، مستندساز بی‌بی‌سی آشنا و در سال ۲۰۰۱ با او ازدواج کرد. آن‌ها دو دختر به نام‌های لیلی (زادۀ ۲۰۰۲) و روبی (زادۀ ۲۰۰۵) دارند.
آیزکس خود را «یهودی اما نه به شیوه‌ای مذهبی» توصیف می‌کند. او از حزب کارگر حمایت می‌کند. در سال ۲۰۱۱، او اعلام کرد که از سیاست‌های آموزشی حزب حمایت می‌کند اما با دخالت آن‌ها در تهاجم به عراق در سال ۲۰۰۳ مخالف بوده‌است. او انتقادات خود را از جرمی کوربین، رهبر حزب کارگر بریتانیا ابراز کرد و رهبری او را در پاسخ به اتهامات یهودی‌ستیزی در حزب کارگر بریتانیا «وحشتناک» توصیف کرد. او اظهار داشت «یهودی‌ستیزی مانند نژادپرستی، تبعیض جنسیتی، همجنس‌گراهراسی و هر سایه دیگری از نفرت، باید در اسرع وقت از بین بروند.»
در آگوست ۲۰۲۰، آیزکس فاش کرد که چندین دهۀ با اعتیاد به مواد مخدر مبارزه کرده‌است. او در این باره اظهار داشت زمانی که او ۱۲ سال داشت، یک متصدی بار به او و دوستش یک بطری کامل سوترن کامفورت داد. او گفت: «صبح روز بعد با سردرد شدیدی از خواب بیدار شدم، فقط می‌دانم که برای ۲۰ سال دیگر با عواقبی وحشتناک، به دنبال شادی خلسه‌ای که آن شب احساس کردم، رفتم.» در نهایت او موفق شد پس از چندین سال اعتیاد را ترک کند، اما از طرفداران خواست که به خاطر تلاش‌هایش به او تبریک نگویند و در حساب توییتری خود نوشت: «لطفاً به من تبریک نگویید، من بی‌فایده بودم. غرور بدترین قسمت است. اگر احساس مبرم دارید، بازتوییت کنید تا به دیگران اطلاع دهید که راه‌حلی وجود دارد.»
آیزکس از خیریه‌های مختلفی حمایت کرده‌است. در ژوئیۀ ۲۰۲۰، اعلام شد که او حامی خیریه کهنه‌سربازان بریو‌هاوند شده‌است.

## گزیدۀ آثار

### فیلم
| سال  | عنوان                              | نقش                                  | یادداشت           |
| ---- | ---------------------------------- | ------------------------------------ | ----------------- |
| ۱۹۸۹ | پسر قد بلند                        |                                      |                   |
| ۱۹۹۴ | خرید                               | معامله‌گر                             |                   |
| ۱۹۹۶ | اژدهادل                            | لرد فلتون                            |                   |
| ۱۹۹۷ | افق رویداد                         | دی.جی.                               |                   |
| ۱۹۹۸ | آرماگدون                           | رونالد                               |                   |
| ۱۹۹۸ | سرباز                              | سرهنگ مکوم                           |                   |
| ۱۹۹۹ | پایان رابطه                        | ریچارد                               |                   |
| ۲۰۰۰ | هنر رزم                            | خودش                                 | ویدئو کوتاه مستند |
| ۲۰۰۰ | میهن‌پرست                           | ویلیام تاوینگتون                     |                   |
| ۲۰۰۱ | نوامبر شیرین                       | چاز واتلی                            |                   |
| ۲۰۰۱ | هتل                                | بازیگر استرالیایی                    |                   |
| ۲۰۰۱ | سقوط شاهین سیاه                    | مایکل دی. استیل                      |                   |
| ۲۰۰۲ | رزیدنت ایول                        | ویلیام بیرکین / راوی                 |                   |
| ۲۰۰۲ | رمزگویان باد                       | سرگرد ملیتز                          |                   |
| ۲۰۰۲ | تاکسیدو                            | کلارک دولین                          |                   |
| ۲۰۰۲ | هری پاتر و تالار اسرار             | لوسیوس مالفوی / باسیلیسک             | صداپیشه باسیلیسک  |
| ۲۰۰۳ | پیتر پن                            | جرج دارلینگ / کاپیتان هوک            |                   |
| ۲۰۰۵ | نه زندگی                           | دامیان                               |                   |
| ۲۰۰۵ | هری پاتر و جام آتش                 | لوسیوس مالفوی                        |                   |
| ۲۰۰۶ | دوستان همراه پول                   | دیوید                                |                   |
| ۲۰۰۷ | گرایندهاوس                         | مرد ریشو                             |                   |
| ۲۰۰۷ | هری پاتر و محفل ققنوس              | لوسیوس مالفوی                        |                   |
| ۲۰۰۸ | خوب                                | موریس                                |                   |
| ۲۰۰۹ | هری پاتر و شاهزاده دورگه           | لوسیوس مالفوی                        |                   |
| ۲۰۱۰ | منطقه سبز                          | سرگرد بریگز                          |                   |
| ۲۰۱۰ | بتمن: پشت نقاب سرخ                 | رأس‌الغول                             | صدا               |
| ۲۰۱۰ | هری پاتر و یادگاران مرگ – قسمت اول | لوسیوس مالفوی                        |                   |
| ۲۰۱۱ | گرین لانترن: شوالیه‌های زمردین      | سینسترو                              | صدا               |
| ۲۰۱۱ | ماشین‌ها ۲                          | سیدلی / لیلند توربو                  | صدا               |
| ۲۰۱۱ | هری پاتر و یادگاران مرگ – قسمت دوم | لوسیوس مالفوی                        |                   |
| ۲۰۱۱ | آدم‌ربایی                           | کوین هارپر                           |                   |
| ۲۰۱۳ | شلیک مرگ                           |                                      |                   |
| ۲۰۱۴ | ریو، دوستت دارم                    | او گرینگو                            | قسمت: «تگزاس»     |
| ۲۰۱۴ | خشم                                | کاپیتان واگنر                        |                   |
| ۲۰۱۵ | لیگ عدالت: خدایان و هیولاها        | لکس لوتر / مترون                     | صدا               |
| ۲۰۱۵ | استکهلم، پنسیلوانیا                |                                      |                   |
| ۲۰۱۶ | نفوذی                              | مارک                                 |                   |
| ۲۰۱۶ | درمانی برای سلامتی                 | دکتر هاینریش ولمر / بارون ون رایشملر |                   |
| ۲۰۱۷ | خانواده هیولاها                    | دراکولا                              | صدا               |
| ۲۰۱۷ | مرگ استالین                        | گئورگی ژوکوف                         |                   |
| ۲۰۱۸ | هتل بمبئی                          | واسیلی                               |                   |
| ۲۰۱۸ | کشتزارهای لندن                     | مارک                                 |                   |
| ۲۰۱۸ | نگاه به دور                        | دن                                   |                   |
| ۲۰۲۰ | سوپرمن: فرزند سرخ                  | سوپرمن                               | صدا               |
| ۲۰۲۰ | اسکوب!                             | دیک داستاردلی                        | صدا               |
| ۲۰۲۱ | عملیات مینسمت                      | جان گادفری                           |                   |

### تلویزیون
| سال       | عنوان                                       | نقش                      | یادداشت                        |
| --------- | ------------------------------------------- | ------------------------ | ------------------------------ |
| ۱۹۹۲      | تاگارت                                      | اریک بار / جان بار       | قسمت: «موضوع دوگانه»           |
| ۲۰۰۴      | بال غربی                                    | کالین آیریس              | ۳ قسمت                         |
| ۲۰۰۵      | آواتار: آخرین بادافزار                      | دریالاسالار ژائو         | ۸ قسمت؛ صدا                    |
| ۲۰۰۶      | دولت درون                                   | سر مارک برایدون          | ۶ قسمت                         |
| ۲۰۰۸–۲۰۰۶ | برادری                                      | مایکل                    | ۲۹ قسمت                        |
| ۲۰۰۸      | نفرین استپتو                                | هری اچ. کوربت            | نمایش تلویزیونی                |
| ۲۰۱۳–۲۰۱۱ | تاریخچۀ پرونده                              | جکسون برودی              | ۹ قسمت                         |
| ۲۰۱۳      | افسانه کورا                                 | دریالاسالار ژائو         | قسمت: «تاریکی سقوط می‌کند»؛ صدا |
| ۲۰۱۸–۲۰۱۴ | شورشیان جنگ ستارگان                         | گرند اینکویزیتر / سنتینل | ۱۱ قسمت؛ صدا                   |
| ۲۰۱۹–۲۰۱۶ | او ای                                       | آلوازیوس «هاپ» پرسی      | ۱۴ قسمت                        |
| ۲۰۱۸–۲۰۱۷ | پیشتازان فضا: اکتشاف                        | کاپیتان گابریل لورکا     | ۱۱ قسمت                        |
| ۲۰۱۹–۲۰۱۸ | مرغ ربات                                    | صداهای مختلف             | ۲ قسمت؛ صدا                    |
| ۲۰۱۹      | بلور تاریک: دوران مقاومت                    | اسککسو / امپراتور        | ۱۰ قسمت؛ صدا                   |
| ۲۰۲۰      | کسلوانیا                                    | قاضی                     | ۸ قسمت؛ صدا                    |
| ۲۰۲۱      | آموزش جنسی                                  | پیتر گراف                | ۳ قسمت                         |
| ۲۰۲۱      | کبیر                                        | پتر یکم                  | قسمت: «پنج روز»                |
| ۲۰۲۲      | بیستمین سالگرد هری پاتر: بازگشت به هاگوارتز | خودش                     | ویژۀ اچ‌بی‌او مکس                |
| ۲۰۲۲      | پسرها ارائه می‌کنند: شیطانی                  | ویلیام «بیلی» بوچر       | صدا                            |
| ۲۰۲۳      | اتاق شلوغ                                   | جک لم                    | ۴ قسمت                         |
| ۲۰۲۴      | چه می‌شود اگر...؟                            | اِمینتس                   | ۴ قسمت؛ صدا                    |
| ۲۰۲۵      | وایت لوتوس                                  | تیموتی رتلیف             | ۸ قسمت؛ فصل سوم                |

## جوایز و نامزدی‌ها
| سال  | جایزۀ                           | دسته‌بندی                                                     | اثر                   | نتیجه    |
| ---- | ------------------------------- | ------------------------------------------------------------ | --------------------- | -------- |
| ۲۰۰۱ | حلقۀ منتقدان فیلم لندن          | بازیگر مکمل مرد سال بریتانیایی                               | میهن‌پرست              | نامزدشده |
| ۲۰۰۲ | جامعۀ منتقدان فیلم فینیکس       | بهترین گروه بازیگری                                          | سقوط شاهین سیاه       | نامزدشده |
| ۲۰۰۳ | جامعۀ منتقدان فیلم فینیکس       | بهترین گروه بازیگری                                          | هری‌پاتر و تالار اسرار | نامزدشده |
| ۲۰۰۸ | گلدن گلوب                       | بهترین بازیگر مرد مینی سریال یا فیلم تلویزیونی               | دولت درون             | نامزدشده |
| ۲۰۰۸ | ستلایت                          | بهترین بازیگر مرد – مجموعه تلویزیونی درام                    | برادری                | نامزدشده |
| ۲۰۰۹ | جوایز تلویزیونی آکادمی بریتانیا | بهترین بازیگر مرد                                            | نفرین استپتو          | نامزدشده |
| ۲۰۱۰ | حلقه منتقدان فیلم لندن          | بازیگر مکمل مرد سال بریتانیایی                               | خوب                   | نامزدشده |
| ۲۰۱۱ | ستلایت                          | بهترین بازیگر مرد – مجموعۀ تلویزیونی کوتاه یا فیلم تلویزیونی | تاریخچۀ پرونده        | پیروز    |
| ۲۰۱۸ | ساترن                           | بهترین بازیگر نقش اول مرد تلویزیونی                          | پیشتازان فضا: اکتشاف  | نامزدشده |
| ۲۰۱۸ | امپایر                          | بهترین بازیگر مرد مجموعۀ تلویزیونی                           | پیشتازان فضا: اکتشاف  | پیروز    |